# Manuel Salvat Dalmau
Manuel Salvat Dalmau   (Barcelona, 4 d'octubre de 1925 - 11 de setembre de 2012) va ser un editor català. D'una família d'important tradició editorial, va arribar a dirigir l'Editorial Salvat i fins i tot ser president de la Unió Internacional d'Editors.
Fill de Santiago Salvat Espasa i de Rosa Dalmau Vilá i net de Manuel Salvat Xivixell. Va estudiar al Col·legi Sant Ignasi - Sarrià de Barcelona on va ser reconegut com a alumne brillant. Llicenciat en Dret per la Universitat de Barcelona i en Alta Direcció d'Empreses (IESE Business School). Casat amb Blanca Vilá Reyes, va tenir set fills. A més a més, va ser cofundador juntament amb altres cinc matrimonis (els Tornos, Poblet, Puche, Comas i Latorre), el sacerdot Joan Alemany i Esteve i l'escriptor i pedagog Emili Teixidor de l'Escola Patmos (1958) de Barcelona.

## Vida professional

### Editorial Salvat
Manuel Salvat Dalmau es va incorporar a l'empresa familiar, Salvat Editores S.A. (Editorial Salvat), a finals dels anys 1940, arribant a ser gerent, juntament amb els seus germans Santiago i Juan. L'empresa era llavors líder del mercat hispanoamericà en diccionaris i en obres mèdiques. Van desenvolupar un profund canvi al sector editorial espanyol massificant les vendes d'enciclopèdies mitjançant fascicles. El grup Salvat es va associar amb la família Boroli, propietària de De Agostini, que havia iniciat el camí dels fascicles a Itàlia. Per fer-ho es va crear una nova distribuïdora, Marco Ibérica S.A. (MIDESA), que arribava setmanalment a 22 mil quioscs i altres punts de venda, cosa que va permetre obtenir el 1965 un èxit sense precedents amb l'Enciclopèdia Monitor, de la qual es van arribar a vendre més de 300 mil col·leccions completes.
Altres èxits importants sota la seva direcció de l'empresa van ser l'Enciclopèdia de la Fauna, del Félix Rodríguez de la Fuente, amb més de 200 mil obres venudes, i la col·lecció de llibres de butxaca RTV, el número u del qual, el 1969, va superar el milió d'exemplars. L'Editorial Salvat va arribar a crear més de 50 enciclopèdies i col·leccions seriades de llibres, sent també pionera a la incorporació de discs i cassettes a diverses obres. A França va arribar a tenir una important quota de mercat, mitjançant Alpha Editions. A Amèrica Llatina es va especialitzar en la venda d'enciclopèdies a grans superfícies amb un notable èxit.
La seva trajectòria el va portar a ser President de la Unió Internacional d'Editors (UIE) del 1980 al 1984.
El grup d'empreses Salvat va ser adquirit a finals dels anys 1980 per la multinacional francesa Hachette.

### Afer Matesa
Manuel Salvat Dalmau va ser el segon accionista d'una de les empreses de la seva família política, Matesa (Maquinària Textil del Nord d'Espanya S.A.). El 1969 va ser requerit a pagar la part avalada dels crèdits oficials a l'exportació que l'empresa havia disposat entre 1963 i 1969, quan va esclatar l'escàndol, que condemnaria per estafa al seu encunyat i principal accionista de l'empresa, Joan Vilà Reyes, que s'havia beneficiat de crèdits i exencions fiscals a l'exportació, falsejant els contractes de venda. Condemna ratificada pel Tribunal Suprem el 1976. Manuel Salvat havia consolidat els suposats crèdits sense tenir coneixement, ja que el seu cunyat ho va fer en nom seu. Malgrat que no va ser imputat a l'Afer Matesa, Manuel Salvat va pagar el deute amb la Comissió Liquidadora dels Crèdits a l'Exportació (Ministeri d'Hisenda) el 1974 obtenint la carta de pagament corresponent, la qual cosa li va permetre continuar la seva tasca editorial.